# Trouble fonctionnel
 (avril 2011).
Si vous disposez d'ouvrages ou d'articles de référence ou si vous connaissez des sites web de qualité traitant du thème abordé ici, merci de compléter l'article en donnant les références utiles à sa vérifiabilité et en les liant à la section « Notes et références ».
Le trouble neurologique fonctionnel, ou trouble fonctionnel, est une maladie qui affecte la motricité volontaire, les fonctions sensitives et sensorielles. On les classifie à la frontière entre la neurologie et la psychiatrie, l'anomalie se trouvant dans le fonctionnement du système nerveux central.
Ce trouble est souvent long à identifier chez le patient, car son diagnostic n'est envisagé que lorsque les troubles pouvant expliquer tous les symptômes et leurs effets sont exclus. Il est alors nécessaire de réaliser un examen clinique et des examens complémentaires pour exclure toutes les autres hypothèses diagnostiques.
Parmi les patients qui se rendent chez un consultant, 50 à 70 % n'ont pas de dysfonctionnement ou de lésions anatomiques visibles correspondant à la requête présentée au médecin. Toutefois, la souffrance est bien réelle, et nécessite la même attention que toute maladie.

## Liste des troubles fonctionnels
- La fatigue
- La modification du rythme cardiaque
- Les maux de têtes
- Les vertiges
- Les spasmes
- Le trouble de motricité intestinale
- Le trouble de la tension artérielle

## Historique
Cette démarche s'est développée au cours du XIXe siècle.
- Pour la patho neurologie par exemple, tout a commencé par la recherche par les neurologues d'un signe objectif d'atteinte du système nerveux lorsqu'ils se trouvaient face à des manifestations neurologiques telles que la paralysie, des contractures, des mouvements anormaux, ou de l'hypertonicité. Ils devaient ainsi différencier, parmi les plaintes, lesquelles étaient ou non rattachées à une maladie précise du système nerveux.
- Le Docteur Charcot a essayé de réaliser des tableaux cliniques pour dépister les symptômes qui pouvaient faire penser que les troubles n'avaient pas de support anatomique et neurologique.
- Plus tard, Babinski a essayé de décrire un signe qui permettait de caractériser et de différencier les patients ayant une lésion anatomique, de ceux qui n'en ont pas : Signe de Babinski qui se produit en cas de lésion du faisceau pyramidal. Babinski crée un terme pour caractériser les patients n'ayant pas de lésion anatomique : le pithiatisme, symptôme réversible par persuasion. Note : les simulateurs ne sont pas considérés comme des individus souffrant de troubles fonctionnels
- Au cours du XXe siècle, la multiplication et l'efficacité croissante des examens complémentaires ont permis plus aisément que dans le passé de retrouver des lésions en rapport avec le symptôme. Malgré cela, « la fréquence des symptômes médicalement inexpliqués croît avec les avancées de la médecine »[3],

Mais, on a vu l'essor de groupes Balint (en référence à Michael Balint) qui sont des groupes de médecins généralistes se réunissant pour essayer de comprendre le sens des symptômes. Ils ont mis en évidence la fréquence avec laquelle les malades présentent le trouble.

## Attitude du médecin
- Refus du médecin de prendre en compte le trouble, en disant au malade « Vous n'avez rien, je n'ai rien vu ». La négativité peut rassurer le patient momentanément (notamment chez les hypocondriaques centrés sur le dysfonctionnement d'un organe).
- Tentative d'explication physiopathologique, « pseudo objectivation » de la maladie : on essaie d'expliquer en mettant un mot sur le mal qui peut « labelliser » le trouble. Exemples : « syndrome de fatigue chronique », « neurosthénie », « psychostémie », « polyalgie ». Ces termes, vagues, rassurent le patient qui « sait » ce qu'il a, mais l'explication risque alors d'installer le patient dans sa maladie, d'entériner son trouble. Le terme renvoie souvent plus aux mécanismes de la maladie qu'à une explication étiologique.
- Le thérapeute peut se demander à quel besoin, nécessité, malaise intérieur répond chez ce patient cette expression réitérée d'un trouble. Débute alors une réflexion sur le sens du symptôme, sur le diachronisme de la plainte.

## Association CAP TNF
L'Association CAP TNF a souhaité se grouper en collectif afin de faire connaître les Troubles Neurologiques Fonctionnels (TNF) et de donner aux autres malades des pistes pour mieux comprendre la maladie, comment être mieux pris en charge, comment en parler autour de soi et trouver du soutien et de l'entraide.